# Adouz
Adouz is een dorp in Marokko, waarvan de oorsprong teruggaat tot de 12e eeuw. Het ligt in het noordelijke deel van het Nationaal park van Al Hoceima, op 25 kilometer ten westen van de gelijknamige stad Al Hoceima. Adouz ligt slechts 2,5 kilometer van de zee en is gelegen op ongeveer 600 meter hoogte, begrensd door reliëf met overwegend kalksteenrotsen.

## Geschiedenis
Adouz diende als toevluchtsoord voor Moren die uit Al-Andalus waren verdreven en voor de inwoners van de nabijgelegen stad Badis, verwoest door de Spanjaarden in 1564.

## Bezienswaardigheden
- Moskee, gebouwd in de 14e eeuw in opdracht van de sultan Abu al-Hasan 'Ali, van de Merinid-dynastie.[1]